# Diyala
Diyala (arabisk: محافظة ديالى) er en irakisk provins, beliggende mellem Bagdad og den iranske grænse. Provinsen dækker et areal på 17.685 km² og har 1.371.035(2009) indbyggere. 
Provinsens hovedby er Baquba med  467.900(2003) indbyggere. 
Provinsen Diyala er opdelt i seks distrikter:
- Al Khalis
- Al Muqdadiya
- Baquba
- Baladrooz
- Khanaqin
- Kifri